# 1517
Năm 1517 (số La Mã: MDXVII) là một năm thường bắt đầu vào thứ năm (liên kết sẽ hiển thị đầy đủ lịch) trong lịch Julius.

## Sự kiện

### Tháng 7
- Trịnh Tuy và Nguyễn Hoằng Dụ đánh nhau.
- Lê Chiêu Tông hạ lệnh chém đầu Trịnh Duy Đại vì tội mưu phản.

### Ngày không rõ
- Vương quốc Hồi giáo Mamluk của Ai Cập sát nhập vào Đế chế Ottoman.